# Milsim
MilSim (ang. military simulation) –  termin oznaczający symulacje działań wojskowych organizowane przez osoby cywilne jako forma rekreacji w terenie. Najbardziej rozpowszechnione w Polsce formy milsimu to rozszerzone odmiany rozgrywek paintballa leśnego i airsoftu. Podczas ich rozgrywania używa się replik broni, najczęściej Air Soft Gun lub (rzadziej) broni do paintball-a czy LaserTaga (szczególnie w krajach, gdzie prawo zabrania użycia replik airsoftowych). Dla zwiększenia realizmu gracze często stosują ograniczenie ilości zabieranej amunicji (często do ilości odpowiadającej pojemność magazynków palnego odpowiednika, bądź do ilości odpowiadającej pojemności magazynka palnego odpowiednika pomnożonej x 1,5) oraz realne wyposażenie używane przez wojsko takie jak urządzenia termo- lub nokto-wizyjne, radiostacje osobiste jak i drużynowe, systemy nawigacji GPS, osłony balistyczne o realnych wymiarach i wadze, czy pojazdy terenowe przystosowane do prowadzenia ognia.

## Przebieg rozgrywki
W założeniu rozgrywki mają jak najwierniej odwzorowywać warunki prawdziwego pola walki (wojny, konfliktu zbrojnego), z wywiadem, logistyką, taktyką, strategią. Często rozgrywki trwają ponad 24 godziny, wymagają dobrej kondycji fizycznej i psychicznej (zawierają elementy survivalu), ale też odpowiedniego zasobu wiedzy (np. procedur NATO), szkoleń (często płatnych, organizowanych przez wyspecjalizowane firmy) i wcześniejszego zgrania w indywidualnych zespołach. Milsim jako gra terenowa nie jest ograniczana jedynie do otwartych przestrzeni czy lasów. Często działania stron odbywają się w terenie zabudowanym i w samych budynkach.
Zwykle gracze traktują ogół czynności przygotowawczych do danej gry jako część rozgrywki. Często pojedyncze trafienie w trakcie właściwej gry eliminuje całkowicie z zabawy lub oznacza dla gracza przejście z czynnego udziału do biernego jako pozorant. Nie jest rzadkością połączenie rozgrywki milsimowej z LARP-em. Zwykle po grze dowódcy poszczególnych zespołów są zobowiązani do sporządzenia raportów z akcji tzw. AAR ang.After Action Report.
Od niedawna istnieją pomysły, aby termin milsim poszerzyć również o symulacje działań z zakresu ochrony osób.
Jak dotąd największą europejską imprezą określaną jako milsimowa było Berget 5 - The end of Europe, przeprowadzone na wyspie Hemsö koło Härnösand w Szwecji, w dniach 15-17 lipca 2007 r. Ostatecznie jednak wielu uczestników krytykowało organizację imprezy, która była, z racji panującego chaosu organizacyjnego mniej realistyczna, niż powinna.

## Zasady
Nie istnieją jednolite zasady przeprowadzania milsimów. Istnieje co najmniej kilka podstawowych systemów, które dodatkowo bywają modyfikowane przez organizatorów konkretnych imprez. Najpopularniejsze systemy, oparte na technikach ASG to:
- CCS i A4[6] - środowisko warszawskie (mazowieckie);
- CCS-P[7][8] i MCS[9] - środowisko pomorskie;
- MilSim-COS[10] - środowisko dolnośląskie.
- CCS-68[11] - środowisko Kurpiowskie (gry tworzone przez Bojową Grupę Milsimową SEKCJA 68);

Przed przeprowadzeniem, teren rozgrywek powinien być wcześniej sprawdzony i przygotowany przez organizatorów gry. Jeżeli jest to teren prywatny, wejście na niego wymaga uzyskania zgody jego właściciela. Należy również poinformować o samej rozgrywce odpowiednie służby (policja, straż leśna).

## Oprogramowanie
MILSIM to również nazwa oprogramowania będącego wojskowym symulatorem treningowym przez C4i Consultants z siedzibą w Calgary, w Kanadzie. Obecnie program używany jest przez armię Stanów Zjednoczonych i siły zbrojne kilku państw Bliskiego Wschodu. Oprogramowanie to jest niedostępne na rynku cywilnym. Aktualnie istnieją jego cztery wersje językowe: angielska, arabska, francuska i portugalska.